# Carine Ngarlemdana
Carine Ngarlemdana (sinh ngày 13 tháng 11 năm 1994) là một vận động Judoka Chad. Cô đã tham dự Thế vận hội Mùa hè 2012 nội dung 70 kg nữ. Cô là người mang cờ cho Chad tại lễ khai mạc.

## Thơ ấu
Carine Ngarlemdana sinh ra ở N'Djamena, Chad, vào ngày 13 tháng 11 năm 1994. Cô là con út trong gia đình bốn người con, và tiếp tục theo học tại trường trung học Heredity trong thành phố. Cha cô là một giáo viên giáo dục thể chất, và bắt đầu huấn luyện cho Ngarlemdana khi cô học Judo từ năm tuổi.

## Sự nghiệp Judo
Năm 12 tuổi, cô đã giành được huy chương đồng tại một cuộc thi quốc gia được tổ chức tại N'Djamena.
Cô bắt đầu chuẩn bị cho Thế vận hội Mùa hè 2012 tại London, Vương quốc Anh, bằng cách đến Trung tâm quốc tế Judo châu Phi ở Algiers, Algeria, để đào tạo từ tháng 3 năm 2011 trở đi trong 20 tháng tiếp theo với học bổng. Cô là một trong ba thành viên được gọi tên thi đấu cho đội Chad, cùng với Hinikissia Albertine Ndikert và Haroun Abderrahim. Tuy nhiên, Abderrahim cuối cùng đã không tham gia đội, có nghĩa là Ngarlemdana đã đại diện một nửa đội của Chad, là một trong hai nữ vận động viên duy nhất tham gia tại Thế vận hội 2012. Ngarlemdana được chọn là người cầm cờ trong cuộc diễu hành của các quốc gia tại lễ khai mạc.
Cô thi đấu tại Giải đấu nữ 70 kg tại Thế vận hội, đối đầu võ sĩ judo người Anh Sally Conway ngay vòng đầu. Ngarlemdana đã thua trận đấu với số điểm ippon sau khi bị Conway đánh wazaari.
Ngarlemna là người chiến thắng trong một giải đấu quốc tế cấp câu lạc bộ được tổ chức tại Cergy, Paris, Pháp vào năm 2016. Điều này diễn ra sau khi cô chuyển đến Paris được sáu tháng.